# ويليام نيل (سياسي)
ويليام نيل (بالإنجليزية: William Frederick Neill)‏ هو سياسي بريطاني (وحمل سابقاً جنسية المملكة المتحدة لبريطانيا العظمى وأيرلندا)، ولد في 8 مايو 1889، وتوفي في 3 يناير 1960. في الانتخابات العامة في المملكة المتحدة 1945 ‏، انتخب عضو برلمان المملكة المتحدة الـ38 عن دائرة بلفاست الشمالية (5 يوليو 1945 – 3 فبراير 1950) وانتخب Member of the Senate of Northern Ireland ‏.